# Jim Mooney (fumettista)
James Noel Mooney, detto Jim Mooney (New York City, 13 agosto 1919 – Florida, 30 marzo 2008), è stato un fumettista statunitense.
È noto soprattutto per il suo lungo incarico alla DC Comics come artista di punta di Supergirl, nonché come inchiostratore della Marvel Comics e disegnatore di Spider-Man. Ha lavorato durante il periodo che gli storici e i fan dei fumetti chiamano la Silver Age e la Bronze Age dei fumetti. A volte inchiostrava sotto lo pseudonimo di Jay Noel.